# ネイサン・シャープ
ネイサン・シャープ（Nathan Sharpe 1978年2月26日 - ）は 、オーストラリア出身の元ラグビーユニオン選手。ポジションはロック。

## 人物
1978年2月26日、ウォガウォガで生まれる。
身長200cm、体重115kg。

## キャリア
ニューサウスウェールズ州で生まれ、少年時代はオージー・ルールズをプレイしていたが、その後クイーンズランド州ゴールドコーストへ移住し、ラグビーユニオンに転向。サウスポートスクールに進学し、1994年、1995年とラグビーチームの先発 (First XV) メンバーになり、最終学年にキャプテンに就任。
1996年、ラグビー19歳以下オーストラリア代表に選出、翌1997年には21歳以下代表に選出される。1998年、スーパー12（現スーパーラグビー）のレッズに入る。
2002年、スーパー12のオーストラリア国内チーム所属選手の投票によりAustralian Rugby Medalを受賞。同年、ワラビーズに選出、フランス戦で代表デビュー。
2003年、自国開催のラグビーワールドカップオーストラリア代表に選出、7試合に出場する。
2004年のブレディスローカップでジョージ・グレーガンが欠場のため、ワラビーズ初キャプテンを務める。
2005年のスーパー12シーズン終了後、翌年から新規参入するウェスタン・フォースへの移籍を発表、フォースではチームキャプテンに就任。
2007年、ラグビーワールドカップオーストラリア代表に選出された。
2012年、現役を引退した。

## リンク
- Wallabies Profile
- Western Force Player Profile